# 다중 비교
다중 비교(multiple comparisons) 또는 다중비교문제(multiple comparisons problem)는 사후 분석(Post-hoc analysis) 또는 사전검증 또는 기술통계와 같은 실험 조건의 평균등의 여러 대상 및 분석기법을 적용하여 동시에 또는 연결 분석으로 여러 번 비교를 수행하는 것을 가리킨다. 전반적 가설 검증(hypothesis test)에서 귀무가설이 기각되는 경우 어떤 실험조건들이 서로 통계적으로 유의미한 평균 차이를 가지는지, 또는 평균들 사이에 특정한 양상이 있는지를 알고자 할 때처럼  데이터 분석을 동시에 또는 연결해서 여러 번 다중 비교가 가능하도록 일반적인 통계프로그램들은 기본적으로 이러한 기능들을 제공하고있다. 다중비교를 통해서 가설검증의 중간결과에서 이를 수행하여 가설검증의 신뢰도와 타당도를 확보할 수 있을뿐만아니라 가설검증의 중간결과의 신뢰도 채택이 가능하더라도 이와 상관없이 보다 더 유용하고 유효한 결과를 얻거나 추후 재설계를 위해 사용할 수 있다. 

## 주요 개념
사후 분석(Post-hoc analysis) 또는 사후검사(事後檢査,Post-hoc test)는 실험 연구에서 그 효과를 알기 위하여 실험 변인을 작용한 후에 실시하는 검사이다. 단일 집단 실험 설계에서는 사전 검사와의 차로 그 효과를 알 수 있고, 통제 집단 실험 설계에서는 실험 집단과 통제 집단의 차로 그 효과를 알 수 있다. 주로 분산분석(ANOVA)후에 다루게 된다.

## 예
다중 비교를 위한 알파(α, 유의수준)등에대한 재검증의 일반적 기법들
- 본페로니 교정(Bonferroni correction)

1단계 처리
- 투키 크레이머 방법(Tukey-Kramer method 또는 Tukey HSD  또는 Tukey)
- 셰페 방법(Scheffe method)

2단계 처리
- 피셔의 보호된 LSD(Fisher's protected LSD 또는 Fisher LSD)

다단계 처리
- 투키 B 방법(Tukey B method)

## 같이 보기
- 동분산성
- 구형 테스트